# Rock Records
The Rock Records Co. (chinois : 滾石國際音樂股份有限公司 ; pinyin : Pe̍h-ōe-jī : Kún-se̍k Kok-chè Im-ga̍k Kó͘-hūn Iú-hān Kong-si) est un label discographique basé à Taipei, à Taïwan. Fondé dans les années 1980 par Tuan Chung-tan et Tuan Chung-i, il est le plus grand label discographique du monde sinophone et le deuxième plus grand label indépendant d'Asie.

## Histoire
le label est fondé dans les années 1980 sous le nom de Rock Music Publishing (chinois : 滾石有聲出版社 ; pinyin : Pe̍h-ōe-jī : Kún-se̍k Ū-siaⁿ Chhut-pán-siā) par Tuan Chung-tan et Tuan Chung-i. Outre son siège à Taïwan, il possède également des bureaux au Japon, à Singapour, en Malaisie (après avoir acquis Suara Cipta Sempurna en 1995, fondé dans les années 1980), en Corée du Sud et aux Philippines. 
Dans les années 1990, ce sont des artistes et acteurs de renom comme Wakin Chau, Jackie Chan et Anita Mui qui permettent à l'entrepreneur Sam Duann d'établir une notoriété pour Rock Records dont les revenus sont estimés à $160 millions en 1999. 
En 2008, le label renouvelle son contrat avec Universal Music Group pour la distribution de disques en Chine, avec en perspective une joint-venture. Il s'agissait au début d'un contrat de 4 ans établi en juillet 2003 qui visait à distribuer des disques à Taïwan, Hong Kong, en Corée, en Malaisie et à Singapour.

## Artistes et groupes
Ils incluent notamment : Wakin Chau (周華健), Yorick Lau (刘洋), MC HotDog, Nine Chen (陳零九), Shi Shi (孫盛希), et MJ116.